# Обслуга

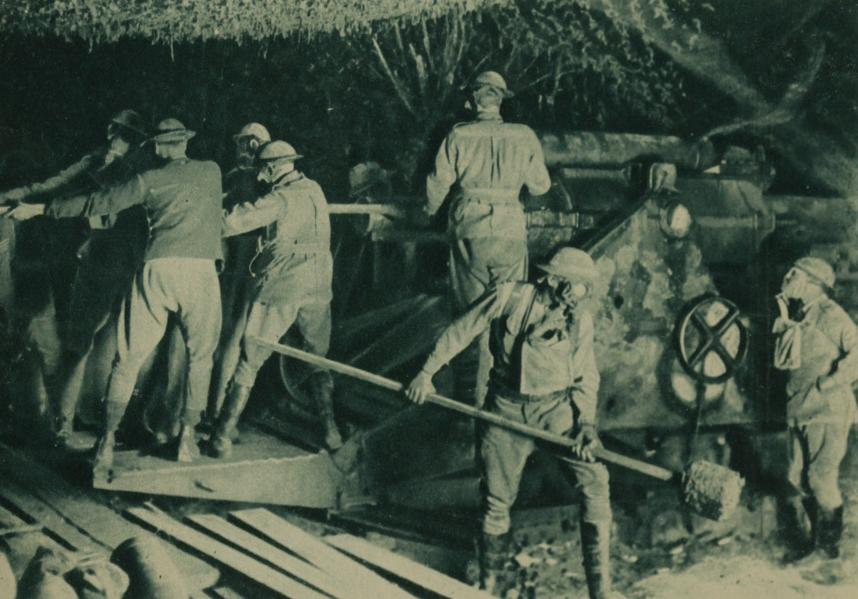
Австралійська артилерійська обслуга веде вогонь у протигазах. Перша Світова війна

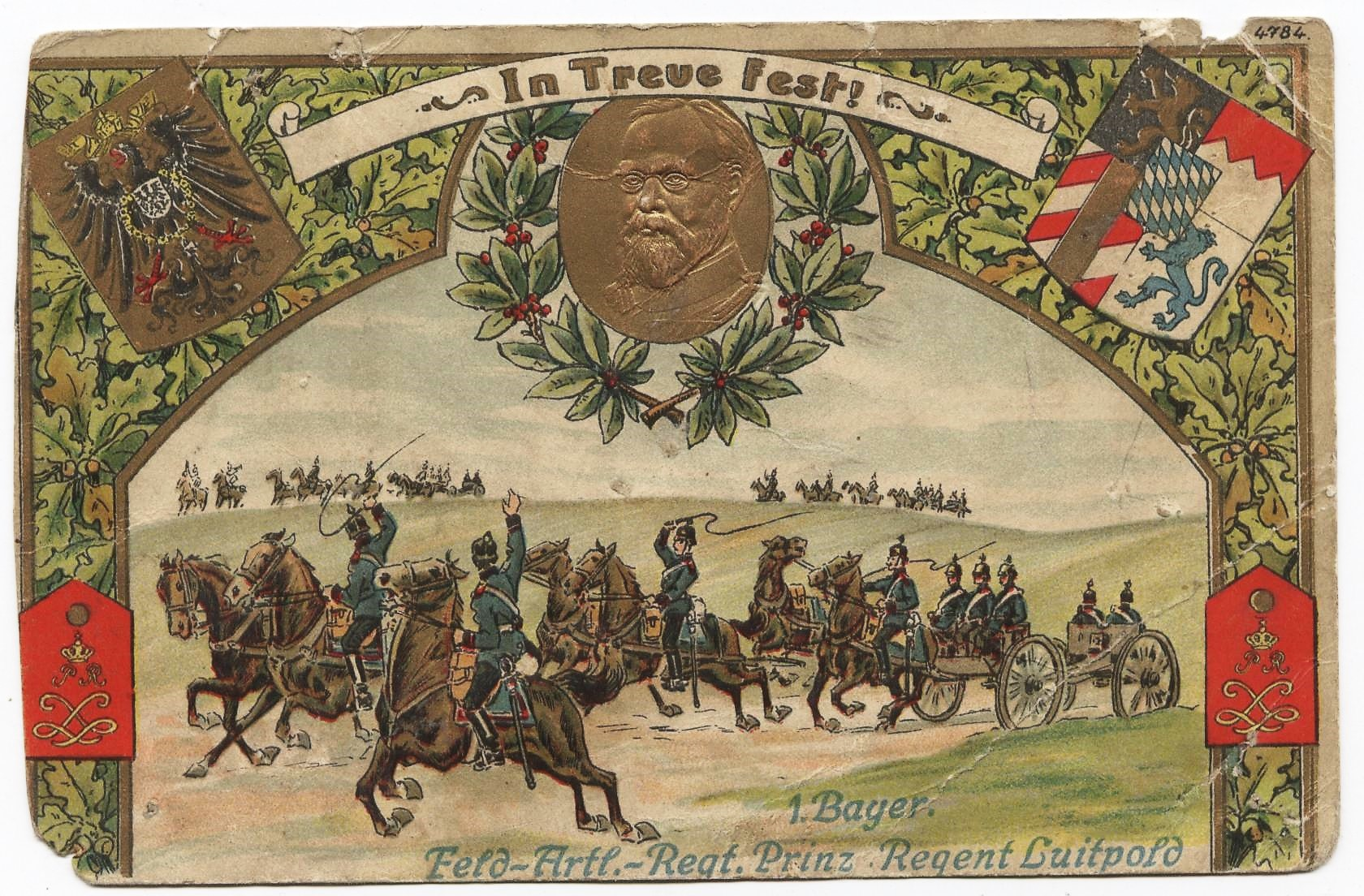
Обслуга гармати на марші. Німецька листівка 1914 р.

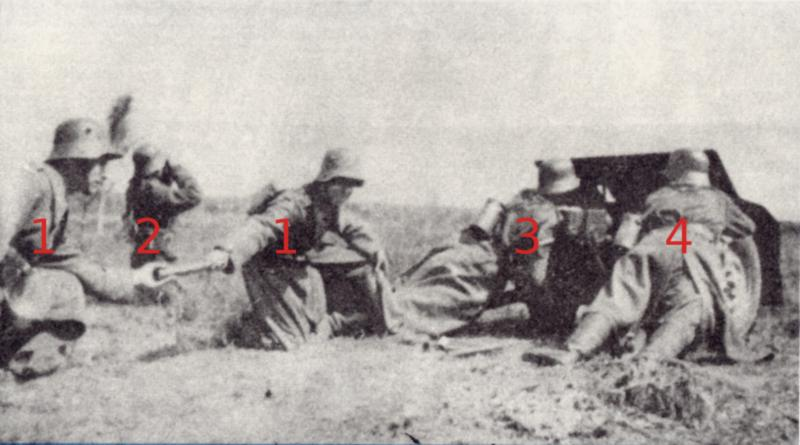
Обслуга 37-мм гармати Бофорс: 1 — ящикові, 2 — командир обслуги, 3 — навідник, 4 — заряджаючий.

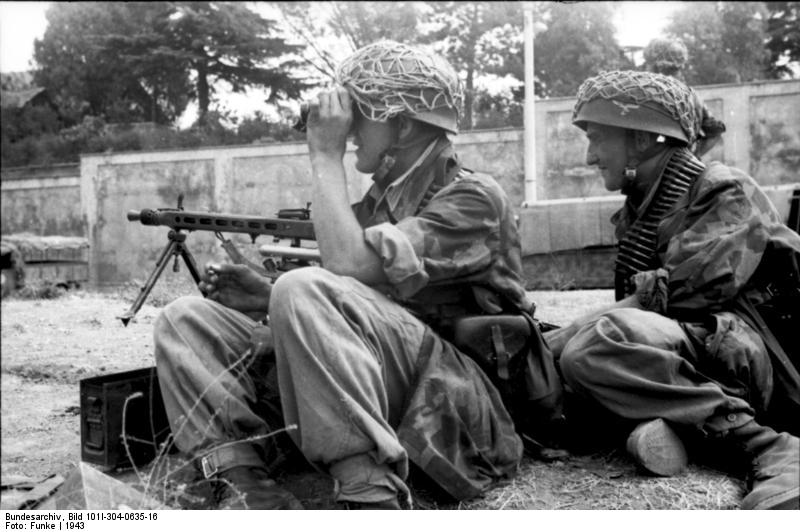
Кулеметна обслуга німецьких десантників. Друга Світова війна. Італія. 1943

Обслу́га, рідко прислу́га, розрахунок — у військовій справі — група військовослужбовців, які безпосередньо обслуговують артилерійську систему, кулемет і інші види зброї і техніки; первинна (нижча) організаційна одиниця (підрозділ) у збройних силах багатьох держав. Входить до складу відділення, взводу, роти (батареї), команди. До початку XX століття вживався термін «гарматна прислуга».

## Історія
Попередниками артилерійської обслуги були вояки, що займалися обслуговуванням метальних машин. Вони могли мати різні назви: наприклад, обслуга баліст називалася «балістаріями».
З появою артилерії і професії гарматника, стала необхідною і спеціалізація гарматної обслуги. Кількість і обов'язки артилеристів при кожній гарматі розрізнялися залежно від типу артилерії (польова, облогова, фортечна, берегова, корабельна, гірська), типу і калібру артилерійської установки (гармата, гаубиця, єдиноріг, мортира), а також історичної епохи. Наприклад, обслуга 12-фунтової польової гармати чи півпудового єдинорога Російської армії 1820-х років (царювання Олександра I) складалася з 16 осіб: 2 феєрверкерів або юнкерів (не включалися в нумерацію), 8 канонірів (в обслузі єдинорога замість них були бомбардири), 6 гандлангерів. Обов'язки номерів розподілялися таким чином:
- № 1 — канонір (бомбардир) з банником, банив ствол після пострілу;
- № 2 — канонір (бомбардир) із зарядною сумою, заряджав гармату (заряджаючий);
- № 3 — канонір (бомбардир) із запальником, прикладав ґніт до запалювального отвору;
- № 4 — канонір (бомбардир), наводив гармату (навідник) і вставляв скорострільні трубки;
- № 5 — гандлангер, повертав хобот лафета гандшпигом і здійснював накат лямкою;
- № 6 — гандлангер, повертав хобот лафета гандшпигом і здійснював накат лямкою;
- № 7 — гандлангер, повертав хобот лафета прави́лом (прави́льний);
- № 8 — гандлангер, повертав хобот лафета правилом (прави́льний);
- № 9 — гандлангер, приймав заряди від № 10 і передавав їх № 2;
- № 10 — канонір (бомбардир), перебував при передку, діяв при відвозі (переміщенні гармати на невелику відстань кінною запряжкою);
- № 11 — гандлангер, стояв біля стельваги кінної упряжки;
- № 12 — канонір (бомбардир), вожатий зарядного ящика;
- № 13 — канонір (бомбардир), вожатий зарядного ящика;
- № 14 — канонір (бомбардир), вожатий зарядного ящика.

На марші 3 гандлангери були верховими на запряжних конях, по одному на пару (у запрягу шестериком), і ще 3 були візниками на трійкових запряжках 3 великих зарядних ящиків. На 1824 рік обслуга 12-фунтових гармат була збільшена до 17 осіб: з'явився додатковий гандлангер біля стельваги, що отримав № 12, відповідно зсунулася нумерація вожатих зарядних ящиків.
У британській армії періоду наполеонівських воєн обслуга складалася з 5 номерів (менше, ніж у XVIII столітті): № 1 був командиром гармати в чині сержанта, і водночас навідником; № 2 здійснював банення ствола після пострілу, а також досилання снаряда закріпленим на держаку банника забивачем; № 3 був заряджаючим, вставляв зарядний картуз і снаряд у канал ствола; № 4 закривав напальником запалювальний отвір під час банення, а при заряджанні наповняв його порохом-натрускою й проколював картуз мідним протравником; № 5 прикладав за командою номера 1 запальник з ґнотом до запалювального отвору. У середині XIX ст. запальники змінили витяжно-терткові запальні трубки.
Наприкінці XIX — початку XX століття чисельність обслуги однієї гармати в польовій пішій артилерії становила 7-8 осіб, у береговій артилерії доходила до 20 осіб (при гарматах особливо великих калібрів). Командиром обслуги був феєрверкер, решта артилеристів мали закріплені за кожним залежно від бойових обов'язків номери.
- навідник — здійснював наведення на ціль за допомогою підйомного і поворотного механізмів та артилерійської панорами;
- замковий — відкривав і закривав затвор, стежив за відкотом;
- заряджаючий — поміщав снаряд у камору;
- прави́льний — повертав лафет за допомогою важеля-прави́ла, допомогаючи навіднику в горизонтальному наведенні;
- ящиковий (піднощик, снарядний) — підносив снаряди заряджаючому, при польовій гарматі було 2 ящикових.

Станом на початок 1940-х років в обслузі відбулися зміни: обов'язки правильних стали виконувати ящикові, також вони займалися встановленням дистанційних трубок.

## Організація
Особовий склад обслуги, як правило, належать до артилерійських підрозділів та підрозділів ППО, й входять до обслуги гармати, пускової установки, міномета. У військово-морських силах — гарматна обслуга — особовий склад команди корабля, що обслуговує артилерійську систему згідно з бойовим розкладом.
Залежно від системи і калібру артилерійської системи, його обслуга може складатися з 5 — 7 осіб (номерів) і більше, на чолі з командиром гармати (установки).
Згідно з характером дій по обслуговуванню стрільби з гармати особовий склад обслуги може називатися за номерами (№):
- № 1, № 2, № 3 і так далі;

або спеціальностями:
- навідник, замковий, заряджаючий, помічник заряджаючого (досильний), установник (спеціальним ключем встановлює підривник снаряда), зарядний (складає заряди при роздільному заряджанні), снарядний.

Командир обслуги — офіцер або сержант.